# Universum (mängdteori)
Universum eller grundmängden är inom mängdteorin den mängd som omfattar samtliga element som behandlas.
Inom naiv mängdlära avser universum vanligen den domän till vilken de mängder som studeras är delmängder och betecknas ibland med bokstaven {\displaystyle U}. Går även under namnet grundmängd och betecknas då {\displaystyle G}. Komplementoperationen på en mängd förutsätter att ett universum har specificerats. 
I axiomatisk mängdlära används begreppet universum ibland som synonym till begreppet modell för mängdläran. 